# Франк Міль
Франк Міль (нім. Frank Mill, 23 липня 1958, Ессен, ФРН — 5 серпня 2025) — німецький футболіст, що грав на позиції нападника.
Виступав, зокрема, за менхенгладбахську та дортмундську «Боруссії», а також національну збірну Німеччини. У складі збірної — чемпіон світу.

## Клубна кар'єра

### «Рот-Вайс»
У шість років, щоб дитина хоч чимось займався, Франка віддали у футбольну школу. Він дуже любив футбол і тому намагався викластися на полі до останнього. 1976 року талановитого і працьовитого хлопця взяла до себе головна команда Ессена — «Рот-Вайс». Хоча батьки і готували його до того, щоб він став флористом, вони дали йому згоду на футбольну кар'єру. У той рік «Рот-Вайсс» виступав у Бундеслізі. Дебют в першості країни для Франка відбувся 28 серпня 1976 року в матчі третього туру проти «Шальке 04», що закінчився поразкою з рахунком 0:3. На 55-й хвилині Міль замінив Флемінга Лунда, але показати себе не зумів. Той сезон склався невдало для «Рот-Вайса» — вони покинули Бундеслігу, а Франк зумів лише тричі відзначитися у 19 матчах. Але у другій Бундеслізі справи у гравця пішли краще. Він став незмінним гравцем основи і регулярно забивав більше 10 м'ячів за сезон. Після того як 1978 року клуб покинув Горст Грубеш, Франк залишився єдиним висококласним нападником. Особливим видався сезон 1980/81 років, коли Франк забив 40 м'ячів у 38 матчах і став найкращим бомбардиром другої Бундесліги того сезону. І саме після цього на футболіста звернули увагу багато клубів Німеччини, а спритнішим за всіх виявилася менхенгладбахська «Боруссія».

### «Боруссія» (Менхенгладбах)
Ініціатором запрошення Франка став молодий головний тренер «Боруссії» Юпп Гайнкес, якому був потрібний новий перспективний забивний нападник і який знав історію Хрубеша, що перейшовши в «Гамбург» став однією з головних зірок в Німеччині. Дебют за нову команду відбувся 8 серпня 1981 року в матчі першого туру проти бременського «Вердера», що закінчився поразкою менхенгладбахців з рахунком 2:4. Міль провів на полі весь матч, але запам'ятатися чимось не зумів. Починаючи з п'ятого туру Франк став забивати і всього забив 14 м'ячів у першому для себе сезоні в новій команді. Другий сезон для нього став менш вдалим: усього 9 м'ячів у 28 матчах. Зате в третьому сезоні Міль повернув результативність: він забив 19 м'ячів у 32 матчах, принісши «Боруссії» бронзові медалі чемпіонату, але найкращим бомбардиром стати не зумів: відмінний сезон провели Карл-Гайнц Румменігге з мюнхенської «Баварії», який забив 26 м'ячів, і Клаус Аллофс з «Кельна», що забив двадцять м'ячів. В кубку Німеччини в тому сезоні «Боруссію» чекало розчарування. Вони програли в фіналі «Баварії» по пенальті, після нічийного результату 1:1 в основний час матчу. Єдиний гол у менхенгладбахців забив Франк, а пенальті не пробивав. В наступних двох сезонах Франк знизив поставлену планку, забивши 16 і 13 м'ячів відповідно. Всього за клуб Франк зіграв 153 матчі і забив 71 м'яч.

### «Боруссія» (Дортмунд)
Влітку 1986 року Франка купила дортмундська «Боруссія» за 1,3 мільйона марок. Незабаром за Франком менхенгладбахців покинув і Юпп Гайнкес, якому так і не вдалося привести команду до чемпіонства. Без Франка його команда вже показувала не той футбол і виграти нічого не могла. У першому ж сезоні за Дортмунд Франк зіграв блискуче. Дебют у другий у своїй кар'єрі «Боруссії» відбувся 9 серпня 1986 року в матчі першого туру проти тієї ж «Баварії», що закінчилися внічию 2:2. Франк вийшов на поле в основному складі і на 89-й хвилині був замінений на Інго Андербрюгге. У тому сезоні Франк забив 17 м'ячів в 31-му матчі, що принесло «Боруссії» четверте місце в Бундеслізі. Але потім кар'єра Франка пішла на спад. Він вже не міг забити більше десяти м'ячів за сезон, все більше ставав віддавати гольові передачі, ніж бити по воротах. Незабаром він перейшов на позицію другого нападника. Спочатку Міхаель Румменігге, а потім і знаменитий Стефан Шапюїза забивали з його передач. Франк став отаким досвідченим наставником в команді, де більшій половині складу було трохи за двадцять. Крім цього виявилася схильність до травм, і в кількох сезонах через це він пропускав по два-три місяці. У своєму останньому році в Дортмунді в сезоні 1993/94 він зіграв лише 12 матчів і залишився без голів.

### «Фортуна» (Дюссельдорф)
Влітку 1994 року Мілл вирішив перейти в другу Бундеслігу і приєднався до «Фортуна» (Дюссельдорф). Здобувши перемогу 5:0 в останньому турі проти «Цвікау», команда захистила третє місце і, таким чином, отримала право піднятися в Бундеслігу. Міль взяв безпосередню участь у успіху команди, забивши за сезон 5 голів і ставши другим бомбардиром команди. У наступному сезоні Міль двічі забив у Бундеслізі, проти «Кельна» та «Шальке-04» на третій день. Ці голи його останніми у майже 20-річній професійній кар'єрі. Наприкінці сезону Франк Міль завершив професійну ігрову кар'єру.

## Виступи за збірну
1982 року молодий нападник сподобався Юппу Дервалю, тодішньому наставнику національної збірної ФРН. Він дуже позитивно відгукувався про Франка і 21 березня 1982 року відбувся його дебют в гостьовому товариському матчі з національною командою Бразилії, що закінчилися поразкою «бундестім» з рахунком 0:1. Франк вийшов на поле на 85-й хвилині, замінивши П'єра Літтбарскі. Стати постійним гравцем національної дружини Мілю не вдалося. Найчастіше він грав тільки в товариських матчах, через що його не взяли на світові першості 1982 і 1986 років, а також на чемпіонат Європи 1984 року, хоча він був у списку претендентів.
Натомість він брав участь у Олімпійських іграх у 1984 і 1988 роках. З дев'яти іграми на Олімпіадах він є рекордсменом збірної Німеччини. У 1988 році німецька команда, капітаном якої Міль був, виграла бронзу в Сеулі. Загалом за олімпійську збірну Міль забив десять голів, ставши найкращим бомбардиром олімпійської збірної в історії, за яку зіграв 20 ігор.
Того ж 1988 року він все ж потрапив на домашній чемпіонат Європи 1988 року і також допоміг своїй збірній завоювати бронзові медалі, зігравши у матчах з Данією (2:0), Іспанією (2:0) та Нідерландами (1:2).
Через два роки поїхав на чемпіонат світу 1990 року в Італії, здобувши того року титул чемпіона світу, хоча на поле не виходив. Після «мундіалю» за збірну більше не грав. Всього протягом кар'єри у національній команді, яка тривала 9 років, провів у формі головної команди країни 17 матчів.

## Статистика виступів
| Клуб                     | Сезон             | Ліга | Ліга | Кубок ФРН | Кубок ФРН | Єврокубки | Єврокубки | Інші | Інші | Разом | Разом |
| Клуб                     | Сезон             | Ігри | Голи | Ігри      | Голи      | Ігри      | Голи      | Ігри | Голи | Ігри  | Голи  |
| ------------------------ | ----------------- | ---- | ---- | --------- | --------- | --------- | --------- | ---- | ---- | ----- | ----- |
| Рот-Вайс (Ессен)         | 1976/77           | 19   | 3    | 5         | 1         | 0         | 0         | 0    | 0    | 24    | 4     |
| Рот-Вайс (Ессен)         | 1977/78           | 29   | 11   | 3         | 0         | -         | -         | 0    | 0    | 32    | 11    |
| Рот-Вайс (Ессен)         | 1978/79           | 38   | 15   | 1         | 0         | -         | -         | 0    | 0    | 39    | 15    |
| Рот-Вайс (Ессен)         | 1979/80           | 25   | 16   | 2         | 0         | -         | -         | 2    | 3    | 29    | 19    |
| Рот-Вайс (Ессен)         | 1980/81           | 38   | 40   | 2         | 1         | -         | -         | 0    | 0    | 40    | 41    |
| Рот-Вайс (Ессен)         | Разом             | 149  | 85   | 13        | 2         | 0         | 0         | 2    | 3    | 164   | 90    |
| Боруссія (Менхенгладбах) | 1981/82           | 32   | 14   | 4         | 5         | 4         | 1         | 0    | 0    | 40    | 20    |
| Боруссія (Менхенгладбах) | 1982/83           | 28   | 9    | 5         | 2         | 0         | 0         | 0    | 0    | 33    | 11    |
| Боруссія (Менхенгладбах) | 1983/84           | 32   | 19   | 6         | 1         | 0         | 0         | 0    | 0    | 38    | 20    |
| Боруссія (Менхенгладбах) | 1984/85           | 31   | 16   | 5         | 2         | 3         | 0         | 0    | 0    | 39    | 18    |
| Боруссія (Менхенгладбах) | 1985/86           | 30   | 13   | 2         | 1         | 5         | 2         | 0    | 0    | 37    | 16    |
| Боруссія (Менхенгладбах) | Разом             | 153  | 71   | 22        | 11        | 12        | 3         | 0    | 0    | 187   | 85    |
| Боруссія (Дортмунд)      | 1986/87           | 31   | 17   | 1         | 0         | 0         | 0         | 0    | 0    | 32    | 17    |
| Боруссія (Дортмунд)      | 1987/88           | 29   | 9    | 3         | 2         | 6         | 4         | 0    | 0    | 38    | 15    |
| Боруссія (Дортмунд)      | 1988/89           | 26   | 6    | 5         | 3         | 0         | 0         | 0    | 0    | 31    | 9     |
| Боруссія (Дортмунд)      | 1989/90           | 24   | 2    | 1         | 0         | 4         | 1         | 0    | 0    | 29    | 3     |
| Боруссія (Дортмунд)      | 1990/91           | 13   | 3    | 1         | 0         | 4         | 3         | 0    | 0    | 18    | 6     |
| Боруссія (Дортмунд)      | 1991/92           | 28   | 4    | 1         | 1         | 0         | 0         | 0    | 0    | 29    | 5     |
| Боруссія (Дортмунд)      | 1992/93           | 24   | 6    | 4         | 1         | 5         | 3         | 0    | 0    | 33    | 10    |
| Боруссія (Дортмунд)      | 1993/94           | 12   | 0    | 2         | 1         | 4         | 0         | 0    | 0    | 18    | 1     |
| Боруссія (Дортмунд)      | Разом             | 187  | 47   | 18        | 8         | 23        | 11        | 0    | 0    | 228   | 66    |
| Фортуна                  | 1994/95           | 27   | 5    | 0         | 0         | -         | -         | 0    | 0    | 27    | 5     |
| Фортуна                  | 1995/96           | 28   | 2    | 4         | 3         | 0         | 0         | 0    | 0    | 32    | 5     |
| Фортуна                  | Разом             | 55   | 7    | 4         | 3         | 0         | 0         | 0    | 0    | 59    | 10    |
| Всього за кар'єру        | Всього за кар'єру | 544  | 210  | 57        | 24        | 35        | 14        | 2    | 3    | 638   | 251   |

## Титули і досягнення

### Командні
Збірна Німеччини
- Чемпіон світу 1990 року
- Бронзовий призер чемпіонату Європи 1988 року
- Бронзовий призер Олімпійських ігор 1988 року

«Боруссія» (Менхенгладбах)
- Бронзовий призер Бундесліги: 1983/84
- Фіналіст Кубка Німеччини: 1983/84

«Боруссія» (Дортмунд)
- Срібний призер Бундесліги: 1991/92
- Володар кубка Німеччини: 1988/89
- Фіналіст Кубка УЄФА: 1992/93

### Особисті
- Найкращий бомбардир другої Бундесліги: 1981
- Найкращий бомбардир в історії олімпійської збірної Німеччини: 10 голів[14]